# مونسيه (أين)
مونسيه (بالفرنسية: Montcet)‏ هي بلدية فرنسية تقع في إقليم الأين في فرنسا. رمز إنسي لها هو:1259. أما الرمز البريدي لها فهو: 1310.

## أعلام
- أرموند بيليتييه